# Pristimantis angustilineatus
Pristimantis angustilineatus Lynch, 1998 è una rana della famiglia Strabomantidae.